# Akantocefaloza
Akantocefaloza (gr. ákantha – kolec, kephalé – głowa) – inwazyjna choroba pasożytnicza układu pokarmowego wywołana przez dojrzałe kolcogłowy powodujące miejscowe zapalenie błony śluzowej jelita cienkiego. Występuje u kręgowców, zwłaszcza u trzody chlewnej, ptaków i ryb. U ryb słodkowodnych jest wywoływana przez kolcogłowy z rodzaju Acanthocephalus, a u zwierząt lądowych – z rodzaju Macracanthorhynchus.
Akantocefaloza objawia się brakiem apetytu, zahamowaniem wzrostu, niedokrwistością i biegunką, a czasem zapaleniem otrzewnej. U człowieka jest rzadko spotykana.